# Tour de Suisse 1958
Die 22. Tour de Suisse fand vom 11. bis 18. Juni 1958 statt. Sie führte über acht Etappen und eine Gesamtdistanz von 1511 Kilometern. 
Gesamtsieger wurde wie 1952, 1954 und 1957 der Italiener Pasquale Fornara, der mit vier Siegen bei der Tour de Suisse den Rekord hält (Stand 2014). Die Rundfahrt startete in Zürich mit 59 Fahrern, von denen 43 Fahrer ins Ziel – ebenfalls in Zürich – kamen. 

## Etappen
| Etappe    | Tag      | Start – Ziel            | km  | Etappensieger      | Gesamtwertung     |
| --------- | -------- | ----------------------- | --- | ------------------ | ----------------- |
| 1. Etappe | 11. Juni | Zürich – Bregenz        | 153 | Nino Defilippis    | Nino Defilippis   |
| 2. Etappe | 12. Juni | Bregenz – Rheinfelden   | 244 | Rino Benedettil    | Nino Defilippis   |
| 3. Etappe | 13. Juni | Rheinfelden – Solothurn | 082 | Pasquale Fornara   | Pasquale Fornara  |
| 4. Etappe | 14. Juni | Solothurn – Bern        | 234 | Rino Benedetti     | Nino Defilippis   |
| 5. Etappe | 15. Juni | Bern – Siders           | 202 | Désiré Keteleer    | Hennes Junkermann |
| 6. Etappe | 16. Juni | Siders – Locarno        | 185 | Pasquale Fornara   | Nino Catalano     |
| 7. Etappe | 17. Juni | Locarno – Klosters      | 190 | Hennes Junkermann  | Pasquale Fornara  |
| 8. Etappe | 18. Juni | Klosters – Zürich       | 211 | Peter Tiefenthaler | Pasquale Fornara  |